# Anna Sargsian
Anna M. Sargsyan (arménien : Աննա Մ. Սարգսյան), est une joueuse d'échecs arménienne née le 10 avril 2001. Elle a le titre de maître international féminin (MIF) depuis 2019.
Au 1er décembre 2019, elle est la 81e joueuse mondiale avec un classement Elo de 2 382 points.

## Biographie et carrière
Anna Sargsian a représenté l'Arménie lors de l'Olympiade d'échecs de 2018, marquant 7 points sur 11 au troisième échiquier (l'Arménie finit huitième de la compétition).
En octobre-novembre 2019, elle marqua 7 points sur 8 lors du championnat d'Europe d'échecs des nations à Batoumi, réalisant la meilleure performance Elo à l'échiquier de réserve.